# باتريك شامب
باتريك شامب (بالفرنسية: Patrick Champ)‏ هو لاعب كرة قدم فرنسي في مركز الدفاع، ولد في 29 يونيو 1954 في نيم في فرنسا. لعب مع نيم أولمبيك.

## وصلات خارجية
- باتريك شامب على موقع قاعدة بيانات كرة القدم.إي يو (الإنجليزية)